# The Dark Half
The Dark Half är en amerikansk skräckfilm från 1993, regisserad av George A. Romero. Filmen baseras på Stephen Kings roman Stark, första delen i den så kallade Castle Rock-trilogin; del två är Köplust.
Filmen brukar gå under kategorierna rysare eller psykologisk thriller. Temat är en metafor för schizofreni.

## Handling
Thad Beaumont är en författare som skriver seriösa romaner, och prisas av kritiker men säljer uselt. George Stark är skräckförfattare med ett kriminellt förflutet. Hans romaner hatas av kritiker men säljer i miljonupplagor. Stark är dessutom Thads pseudonym.
Efter ett utpressningsförsök bestämmer sig Thad för att "ta död" på Stark genom att ge honom en "begravning" (som egentligen är ett PR-jippo). En tid senare knackar det på dörren. Det är sheriffen Alan Pangborn, som kommer med en hemsk nyhet. "Thad! Du är anklagad för mord!"
Det visar sig att Stark vägrat dö, och nu är ute på en bestialisk mordturné.

## Rollista (i urval)
- Timothy Hutton - Thad Beaumont/George Stark
- Amy Madigan - Liz Beaumont
- Michael Rooker - Sheriff Alan Pangborn
- Julie Harris - Reggie Delesseps
- Robert Joy - Fred Clawson
- Kent Broadhurst - Mike Donaldson
- Beth Grant - Shayla Beaumont
- Rutanya Alda - Miriam Cowley
- Tom Mardirosian - Rick Cowley